# Giorgia Consiglio
Giorgia Consiglio (née le 22 février 1990 à Gênes, dans la province homonyme et la région Ligurie) est une nageuse italienne, spécialiste des épreuves de nage en eau libre.

## Biographie
Ses débuts internationaux datent de 2006 ; à Klink, en Allemagne, elle participe à l’épreuve du 5 km individuel des championnats d’Europe junior où elle remporte la médaille d'argent, devancée par la Russe Larisa Ilchenko, la future quintuple championne du monde de la distance et la première championne olympique féminine du 10 km, épreuve introduite lors des Jeux olympiques de Pékin.
Lors des 2 championnats suivants, elle termine, respectivement, à la 5e place à  Milan et se classe 8e à Sète. Pour son 1er rendez-vous international chez les seniors, elle s’aligne, au mois de mai 2008, au départ du 5 km individuel lors des championnats du monde à Séville et prend la 25e place. Quatre mois plus tard, elle participe au 10 km des Championnats d'Europe de nage en eau libre de Dubrovnik ; elle termine 15e d'une course remportée par Larisa Ilchenko où ses compatriotes Martina Grimaldi et Alice Franco se classent, respectivement, 2e et 3e.
En 2009, lors des mondiaux romains dans son pays, elle termine 17e de la finale du 5 km individuel, à exactement 1 minute de l'Australienne Melissa Gorman, victorieuse de la course.
La saison 2010 voit la nageuse transalpine rivaliser avec les meilleures. Elle décroche ses deux premières médailles mondiales aux championnats du monde, disputés à Roberval. Qualifiée pour les deux épreuves des 5 et 10 km individuel, elle remporte, pour chacune d'elles, le titre de vice-championne. Dans une épreuve du 5 km très disputée, Eva Fabian la devance de seulement 1 dixième de seconde ; la victoire de sa compatriote Martina Grimaldi, avec une avance de 12.2 secondes, permet un doublé italien dans celle du 10 km.
Deux semaines plus tard, elle confirme sa progression aux championnats d’Europe où elle participe aux épreuves des 5 et 10 km individuel. Elle est disqualifiée lors du 5 km pour un virage irrégulier, mais elle obtient le titre de vice-championne du 10 km, devancée, pour 9 dixièmes de seconde, par la Néerlandaise Linsy Heister. Elle participe également au 1 500 m nage libre mais le 13 août 2010, dans la 8e série, elle nage cette distance en 16 min 45 s 13, soit le 12e temps des séries cumulées, insuffisant pour lui permettre d'accéder à la finale.
Cette même année 2010, elle est sacrée championne nationale des 4 épreuves de nage en eau libre (5, 10, 25 km individuel et 5 km contre-la-montre). En bassin, lors des championnats italiens primaverili, elle ajoute dans son escarcelle deux titres supplémentaires, ceux des 1 500 et 5 000 mètres et obtient une médaille de bronze dans l'épreuve du 800 mètres.

## Palmarès

### Championnats du monde
| Épreuve / Édition | Séville 2008          | Rome 2009         | Roberval 2010            |
| 5 km individuel   | 25e 1 h 01 min 38 s 1 | 17e 57 min 55 s 8 | Argent 1 h 02 min 01 s 9 |
| 10 km individuel  | -                     | -                 | Argent 2 h 05 min 57 s 4 |

### Championnats d'Europe
| Épreuve / Édition     | Dubrovnik 2008       | Budapest 2010                                |
| 1 500 m nage libre    | -                    | Éliminée en série (12e temps) 16 min 45 s 13 |
| 5 km contre-la-montre | -                    | Disqualifiée                                 |
| 10 km individuel      | 15e 2 h 1 min 17 s 8 | Argent 2 h 01 min 07 s 6                     |

### Championnats d'Europe juniors
| Épreuve / Édition | Klink 2006               | Milan 2007           | Sète 2008             |
| 5 km individuel   | Argent 1 h 1 min 48 s 63 | 5e 1 h 03 min 07 s 5 | 8e 1 h 05 min 35 s 83 |